# Wittgendorf (Thüringen)
Wittgendorf is een plaats en voormalige gemeente in de Duitse deelstaat Thüringen, en maakt deel uit van de Landkreis Saalfeld-Rudolstadt.
Wittgendorf telt  inwoners.
Op 6 juli 2018 werd Wittgendorf opgenomen in de gemeente Saalfeld/Saale.